# Rahim Huseynov
Rahim Huseynov (en azéri : Rəhim Əlihüseyn oğlu Hüseynov), né le 5 avril 1936 à Bakou (RSS d'Azerbaïdjan, RSFST, URSS) et mort le 12 novembre 2023 dans la même ville (alors en Azerbaïdjan indépendant), est une personnalité politique azerbaïdjanaise.
Après des études à Moscou et un début de carrière dans l’ingénierie sidérurgique, il entame un parcours politique et devient brièvement Premier ministre d’Azerbaïdjan.

## Biographie

### Jeunesse et éducation
Rahim Huseynov est né dans une famille d’intellectuels. Il commence l’école à Lankaran en 1943, puis il obtient son brevet du lycée de Bakou en 1953. Il poursuit ses études à l'Institut de l'acier de Moscou. Après y avoir obtenu son diplôme d'ingénieur métallurgiste en 1959, Huseynov retourne dans son pays natal et commence son travail à l'usine de laminage de tuyaux d'Azerbaïdjan.

### Parcours professionnel
En 1959-1962, Rahim Huseynov travaille dans cette usine, d'abord en tant que maître assistant, puis en tant que maître, chef technologue et chef de l'atelier de laminage de tubes.
De 1962 à 1965, Rahim Huseynov travaille comme spécialiste principal et chef de département au Comité de planification d'État de la RSS d'Azerbaïdjan.

### Carrière politique
De 1965 à 1974, Rahim Huseynov est chef adjoint du département principal de l’approvisionnement en matériel et technique. De 1974 à 1989, il est président de ce comité. En 1989-1992, Rahim Huseynov est nommé président du Comité de planification de l'État d'Azerbaïdjan et premier vice-président du Conseil des ministres de la RSS d'Azerbaïdjan.
Le 14 mai 1992, Rahim Huseynov est nommé Premier ministre de la République d'Azerbaïdjan et reste à ce poste jusqu’à janvier 1993.
Pendant le règne du Front populaire d'Azerbaïdjan, il démissionne de son poste de Premier ministre. Rahim Huseynov préside le syndicat des scientifiques et des ingénieurs d'Azerbaïdjan. Il est également vice-président de l'Union internationale des scientifiques et des ingénieurs depuis 1994. Rahim Huseynov est le représentant aux sessions du Soviet suprême de la RSS d'Azerbaïdjan, ainsi qu'aux congrès du Parti communiste d'Azerbaïdjan.[source secondaire nécessaire]

### Mort
Rahim Huseynov meurt à 87 ans et est enterré à côté de sa femme au cimetière de Yasamal.

## Prix et distinctions
- Ordre du Drapeau rouge du Travail
- Ordre de l'amitié des peuples
- Ordre de l'insigne d'honneur